# العلاقات السودانية النيجيرية
العلاقات السودانية النيجيرية هي العلاقات الثنائية التي تجمع بين السودان ونيجيريا.

## مقارنة بين البلدين
هذه مقارنة عامة ومرجعية للدولتين:
| وجه المقارنة                                              | السودان                     | نيجيريا                     |
| --------------------------------------------------------- | --------------------------- | --------------------------- |
| المساحة (كم2)                                             | 1.89 مليون                  | 923.77 ألف                  |
| عدد السكان (نسمة)                                         | 40.53 مليون                 | 190.89 مليون                |
| الكثافة السكانية (ن./كم²)                                 | 21.44                       | 206.64                      |
| العاصمة                                                   | الخرطوم                     | أبوجا، لاغوس                |
| اللغة الرسمية                                             | اللغة العربية، لغة إنجليزية | لغة إنجليزية، اللغة اليوربا |
| العملة                                                    | جنيه سوداني                 | نيرة نيجيرية                |
| الناتج المحلي الإجمالي (بليون دولار)                      | 117.49 مليار                | 375.77 مليار                |
| الناتج المحلي الإجمالي (تعادل القوة الشرائية) بليون دولار | 176.55 مليار                | 1.09 تريليون                |
| الناتج المحلي الإجمالي الاسمي للفرد دولار أمريكي          | 2.41 ألف                    | 2.64 ألف                    |
| الناتج المحلي الإجمالي للفرد دولار أمريكي                 | 4.07 ألف                    | 5.91 ألف                    |
| مؤشر التنمية البشرية                                      | 0.479                       | 0.514                       |
| رمز المكالمات الدولي                                      | +249                        | +234                        |
| رمز الإنترنت                                              | سودان                       | .ng                         |
| المنطقة الزمنية                                           | ت ع م+03:00، ت ع م+02:00    | ت ع م+01:00                 |

## منظمات دولية مشتركة
يشترك البلدان في عضوية مجموعة من المنظمات الدولية، منها:
| علم المنظمة | اسم المنظمة                                 | تاريخ انضمام السودان | تاريخ انضمام نيجيريا |
| ----------- | ------------------------------------------- | -------------------- | -------------------- |
|             | مؤسسة التنمية الدولية                       | 24 سبتمبر 1960       | 14 نوفمبر 1961       |
|             | الأمم المتحدة                               | 12 نوفمبر 1956       | 7 أكتوبر 1960        |
|             | منظمة التعاون الإسلامي                      | ?                    | ?                    |
|             | البنك الإفريقي للتنمية                      | ?                    | ?                    |
|             | وكالة ضمان الاستثمار متعدد الأطراف          | 7 نوفمبر 1991        | 12 أبريل 1988        |
|             | مجموعة دول أفريقيا والكاريبي والمحيط الهادئ | ?                    | ?                    |
|             | الاتحاد الأفريقي                            | ?                    | ?                    |
|             | منظمة الشرطة الجنائية الدولية               | ?                    | ?                    |
|             | المركز الدولي لتسوية المنازعات الاستشارية   | 9 مايو 1973          | 14 أكتوبر 1966       |
|             | الاتحاد الدولي للاتصالات                    | 23 أكتوبر 1957       | 11 أبريل 1961        |
|             | الفريق المعني برصد الأرض                    | ?                    | ?                    |
|             | البنك الدولي للإنشاء والتعمير               | 5 سبتمبر 1957        | 30 مارس 1961         |
|             | الاتحاد البريدي العالمي                     | ?                    | ?                    |
|             | منظمة حظر الأسلحة الكيميائية                | ?                    | ?                    |
|             | مؤسسة التمويل الدولية                       | 21 أكتوبر 1960       | 30 مارس 1961         |
|             | يونسكو                                      | 26 نوفمبر 1956       | 14 نوفمبر 1960       |

## أعلام
هذه قائمة لبعض الشخصيات التي تربطها علاقات بالبلدين:
- عائشة الفلاتية (مغنية سودانية، 1905 – 24 فبراير 1974)

## وصلات خارجية
- موقع وزارة الخارجية السودانية
- موقع وزارة الخارجية النيجيرية